# Entelechia
Entelechia (stgr. εντελέχεια entelecheia od én télos échein – dosłownie ucelowienie) – termin Arystotelesa, oznaczający w jego filozofii wewnętrzny cel, który leży rzekomo u podstaw rozwoju materii i określa cały proces jej rozwoju.
Arystoteles twierdził, że każdy istniejący byt dzięki swojej przybranej formie posiada własną entelechię, czyli ucelowioną duszę, nadającą rzeczy jedność.
Entelechia w ciele nieorganicznym to określony stosunek, w jakim mieszają się jego elementy.
Entelechia w organizmach żywych to ontologiczny początek ruchu wewnętrznego, traktowanego przez Arystotelesa za przejaw życia, mający trzy postaci:
- roślinną – odżywianie się i rozmnażanie;
- zwierzęcą – możliwość odbierania bodźców ze środowiska i poruszania się;
- ludzką – rozum.

W idealistycznych teoriach witalizmu entelechia oznacza mistyczną, niematerialną „siłę witalną”, stanowiącą jakoby źródło i podłoże życia.

## Literatura
- Arystoteles, Fizyka
- Arystoteles, O duszy
- Jan Legowicz, Zarys historii filozofii
- Władysław Tatarkiewicz, Historia filozofii t. I.
- Entelechia. W: Krótki słownik filozoficzny. Mark Rozental, Pawieł Judin (red.). Warszawa: Książka i Wiedza, 1955, s. 147–148. (pol.).